# Корман, Игорь Михайлович
И́горь Михайлович Ко́рман (рум. Igor Corman, род. 17 декабря 1969, с. Чулуканы, Теленештский район, Молдавская ССР, СССР) — молдавский политический и государственный деятель, дипломат. Председатель парламента Республики Молдова с 30 мая 2013 по 9 декабря 2014 года.

## Биография
Игорь Корман родился 17 декабря 1969 года в селе Чулуканы Теленештского района, Молдавской ССР.
В 1990 году окончил исторический факультет Государственного университета Молдовы, в 1992 году — исторический факультет университета имени Александру Иоан Куза в Яссах.
С 1995 года работал в Министерстве иностранных дел Республики Молдова.
До 2001 года Игорь Корман занимал различные должности в молдавском посольстве в Германии. С 2001 по 2003 год руководил Главным Управлением Европы и Северной Америки в Министерстве иностранных дел Республики Молдова. В 2004 году он был назначен послом Республики Молдова в Федеративной Республике Германии и Королевстве Дания и занимал этот пост до своего избрания в парламент Республики Молдова в 2009 году.
С 2009 по 2015 год являлся депутатом парламента Республики Молдова и занимает должность председателя парламентской комиссии по внешней и европейской интеграции.
30 мая 2013 года Игорь Корман был избран председателем парламента Республики Молдова голосами 58 депутатов Либерал-демократической партии Молдовы и Демократической партии Молдовы, депутатами-«реформаторами» Либеральной партии и некоторыми независимыми депутатами. Занимал эту должность до 9 декабря 2014 года.

## Личная жизнь
Игорь Корман женат, имеет двоих детей. Он владеет румынским, русским, английским и немецким языками.

## Награды
- 2006 — Медаль Республики Молдова «Meritul Civic»
- 2009 — Орден Федеративной Республики Германии «Орден «За заслуги перед Федеративной Республикой Германия»»
- 2014 — Орден Республики[2]
- 2017 — Медаль «МПА СНГ. 25 лет» (27 марта 2017 года, Межпарламентская ассамблея СНГ) — за заслуги в деле развития и укрепления парламентаризма, за вклад в развитие и совершенствование правовых основ функционирования Содружества Независимых Государств, укрепление международных связей и межпарламентского сотрудничества[3]